# 永青乡
永青乡，是中华人民共和国四川省乐山市夹江县曾经下辖的一个乡。2019年9月，撤销永青乡和三洞镇，将其所属行政区域划归吴场镇管辖。

## 行政区划
永青乡撤销前下辖以下地区：
丰收村、永兴村、光荣村、爱国村和凉风村。